# Овсяники (Вяземский район)
Овсяники — деревня в Вяземском районе Смоленской области России. Входит в состав Мещёрского сельского поселения. Население — 4 жителя (2007). 
Расположена в восточной части области в 22 км к северо-востоку от Вязьмы, в 9 км севернее автодороги М1 «Беларусь». В 2 км южнее деревни расположена железнодорожная станция О.п. 218-й км на линии Москва — Минск. 

## История
В годы Великой Отечественной войны деревня была оккупирована гитлеровскими войсками в октябре 1941 года, освобождена в марте 1943 года.